# Xã Seivert, Quận Cavalier, Bắc Dakota
Xã Seivert (tiếng Anh: Seivert Township) là một xã thuộc quận Cavalier, tiểu bang Bắc Dakota, Hoa Kỳ. Năm 2010, dân số của xã này là 15 người.